# 17e cérémonie des BET Awards
La 17e cérémonie des BET Awards, organisée par la chaîne Black Entertainment Television a eu lieu le 25 juin 2017 au Microsoft Theater de Los Angeles et a récompensé les meilleurs Afro-Américains et autres minorités dans divers domaines du divertissement au cours de l'année précédente.
La cérémonie a été présentée par Leslie Jones.

## Remettants
- Solange
- Yara Shahidi
- Cardi B
- Issa Rae
- Jamie Foxx
- La La Anthony
- Le Casting de Girls Trip (Regina Hall, Tiffany Haddish, avec Jada Pinkett Smith et Queen Latifah)
- Nomzamo Mbatha
- Eva Marcille
- Robin Thede (en)
- Trevor Noah
- Demetrius Shipp Jr.
- Logan Browning
- Cari Champion
- Deon Cole
- Remy Ma
- Irv Gotti
- Le Casting de Detroit (Algee Smith, Jason Mitchell, Laz Alonso et Jacob Latimore)
- DeRay Davis
- Karrueche Tran

## Performances
- Bruno Mars - Perm
- French Montana et Swae Lee - Unforgettable
- Post Malone et Quavo - Congratulations
- Migos - T-Shirt / Bad and Boujee
- Jessie Reyez - Figures
- Trey Songz - Nobody Else But You / Animal
- Chris Brown et Gucci Mane - Privacy / Party
- Mary J. Blige et A$AP Rocky - Set Me Free / Love Yourself
- Big Sean - Sacrifices/Moves/Bounce Back
- Khalid - Location
- Xscape - Understanding/Just Kickin' It/Who Can I Run To
- Future et Kendrick Lamar - Mask Off (Remix)
- Tamar Braxton - My Man
- Maxwell - Gods
- Roman GianArthur - Hommage à Chuck Berry Johnny B. Goode
- Kamasi Washington et El DeBarge - Hommage à George Michael Careless Whisper
- The New Edition Story
- Miniseries Cast - Hommage à New Edition Candy Girl / Sensitivity (Ralph Tresvant) / My, My, My (Johnny Gill) / My Prerogative (Bobby Brown) / Poison
- New Edition - Mr. Telephone Man / If It Isn't Love / Can You Stand the Rain
- SZA - Love Galore / The Weekend
- DJ Khaled, Quavo, Chance the Rapper, Lil Wayne - I'm The One

## Palmarès
| Album de l'année (Album of the Year) | Album de l'année (Album of the Year) |
| --- | --- |
| ★Lemonade – Beyoncé - 24K Magic – Bruno Mars - 4 Your Eyez Only – J. Cole - A Seat at the Table – Solange - Coloring Book – Chance the Rapper | |
| Video de l'année (Video of the Year) | Réalisateur de vidéo de l'année (Video Director of the Year) |
| ★Beyoncé – Sorry - Bruno Mars – 24K Magic - Big Sean - Bounce Back - Migos featuring Lil Uzi Vert – Bad and Boujee - Solange – Cranes in the Sky | ★Kahlil Joseph & Beyoncé Knowles-Carter (Beyoncé – Sorry) - Benny Boom (Kehlani – CRZY) - Bruno Mars & Jonathan Lia (Bruno Mars – That's What I Like) - Director X (Zayn Malik – Like I Would) - Hype Williams (Tyga featuring Desiigner – Gucci Snakes) |
| Meilleure artiste féminine de RnB (Best Female R&B Artist) | Meilleur artiste masculin de RnB (Best Male R&B Artist) |
| ★Beyoncé - Kehlani - Mary J. Blige - Rihanna - Solange | ★Bruno Mars - Chris Brown - The Weeknd - Trey Songz - Usher |
| Meilleure artiste féminin de hip-hop (Best Hip-Hop Female Artist) | Meilleur artiste masculin de hip-hop (Best Hip-Hop Male Artist) |
| ★Remy Ma - Cardi B - Missy Elliott - Nicki Minaj - Young M.A | ★Kendrick Lamar - Big Sean - Chance the Rapper - Drake - Future - J. Cole |
| Meilleure collaboration (Best Collaboration) | Meilleur(e) nouvel(le) artiste (Best New Artist) |
| ★Chance the Rapper feat. 2 Chainz & Lil Wayne – No Problem - Migos feat. Lil Uzi Vert - Bad and Boujee - Beyoncé featuring Kendrick Lamar – Freedom - Chris Brown featuring Gucci Mane & Usher – Party - DJ Khaled featuring Beyoncé & Jay-Z – Shining - Rae Sremmurd featuring Gucci Mane - Black Beatles | ★Chance the Rapper - 21 Savage - Cardi B - Khalid - Young M.A |
| Meilleur groupe (Best Group) | Choix du téléspectateur Coca-Cola (Coca-Cola Viewer's Choice) |
| ★Migos - 2 Chainz & Lil Wayne - A Tribe Called Quest - Fat Joe & Remy Ma - Rae Sremmurd | ★Beyoncé – Sorry - Bruno Mars – 24K Magic - Drake – Fake Love - Migos featuring Lil Uzi Vert – Bad and Boujee - Rae Sremmurd featuring Gucci Mane – Black Beatles - The Weeknd featuring Daft Punk – Starboy                                             |
| YoungStars Award | Centric Award |
| ★Yara Shahidi - Ace Hunter - Caleb Mclaughlin - Jaden Smith - Marsai Martin | ★Solange – Cranes in the Sky - Fantasia – Sleeping with the One I Love - Kehlani – Distraction - Mary J. Blige – Thick of It - Syd – All About Me - Yuna featuring Usher - Crush                                                                         |
| Meilleure actrice (Best Actress) | Meilleur acteur (Best Actor) |
| ★Taraji P. Henson - Gabrielle Union - Issa Rae - Janelle Monáe - Viola Davis | ★Mahershala Ali - Bryshere Y. Gray - Denzel Washington - Donald Glover - Omari Hardwick |
| Meilleur film (Best Movie) | Meilleur(e) artiste de gospel (Best Gospel Artist) |
| ★Les Figures de l'ombre - Get Out - Moonlight - Fences - The Birth of a Nation | ★Lecrae – Can't Stop Me Now (Destination) - CeCe Winans – Never Have to Be Alone - Fantasia featuring Tye Tribbett – I Made It - Kirk Franklin featuring Sarah Reeves, Tasha Cobbs & Tamela Mann – My World Needs You - Tamela Mann – God Provides       |
| Athlète féminine de l'année (Sportswoman of the Year) | Athlète masculin de l'année (Sportsman of the Year) |
| ★Serena Williams - Gabrielle Douglas - Simone Biles - Skylar Diggins - Venus Williams | ★Stephen Curry - LeBron James - Cam Newton - Odell Beckham Jr. - Russell Westbrook |
| Meilleur artiste international : (Best International Act: Europe) | Meilleure artiste international : (Best International Act: Africa) |
| ★Stormzy (UK) - Skepta (UK) - Giggs (UK) - Craig David (UK) - Wiley (UK) - Emeli Sandé (Scotland) - MHD (France) - Booba (France) | ★Wizkid (Nigeria) - Tekno (Nigeria) - Mr Eazi (Nigeria) - Davido (Nigeria) - Stonebwoy (Ghana) - AKA (SA) - Nasty C (SA) - Babes Wodumo (SA) |
| International Viewers' Choice Award | |
| - Rayvanny (Tanzanie) - Jorja Smith (UK) - Dave (UK) - Changmo (South Korea) - Daniel Caesar (Canada) - Amanda Black (Afrique du Sud) - Remi (Australie) - Skip Marley (Jamaïque) | |

## Prix spécial
- Lifetime Achievement Award: New Edition
- Humanitarian Award: Chance the Rapper
- Global Good Power Award: Yvonne Chaka Chaka